# Sjolawa
Sjolawa (belarussisch Зёлава, russisch Зёлово) ist ein Dorf im Selsawet Imjanin, Rajon Drahitschyn, Breszkaja Woblasz, Belarus. Sjolawa liegt an der Verkehrsstraße Antopal–Bjarosa.
Früher stand im Wald am Rande von Sjolawa die orthodoxe Kirche der Heiligen Dreifaltigkeit. Am 20. Juni 2005 wurde die 1842 eingeweihte Holzkirche fast vollständig durch einen Brand vernichtet. Sjolawa hat ein eigenes Lebensmittelgeschäft. Die Kinder besuchen die Schulen der Nachbardörfer, da eine eigene fehlt.